# 格林內爾 (堪薩斯州)
格林內爾（英語：Grinnell）是一個位於美國堪薩斯州戈夫縣的城市。

## 地方資料
根據2020年美國人口普查的數據，格林內爾的面積為1.27平方千米，當中陸地面積為1.27平方千米，而水域面積為0.00平方千米。當地共有人口260人，而人口密度為每平方千米204.72人。